# Rosulabryum flaccidum
Rosulabryum flaccidum là một loài Rêu trong họ Bryaceae. Loài này được (Brid.) J.R. Spence mô tả khoa học đầu tiên năm 2007.